# Објектив фотоапарата
Објектив (или „око”) фотоапарата је оптички инструмент који је задужен за сабирање или прикупљање свјетла у тијело фотоапарата, на његов свјетлосни сензор. Код фотоапарата је то сложен систем сочива. Објектив може бити фиксиран на камери или се може мијењати у зависности од потребе корисника. 

Подјела објектива према:
- жижној даљини
- конструкцији
- намјени

Врсте објектива:

- нормални објективи
- шрокоугаони или краткожаришни објективи
- телеобјективи или дугожаришни објективи

## Грађа објектива
Унутрашњост сваког објектива састоји се од три основна дијела: 
1. група сочива
2. мотор за фокусирање
3. бленде

Основни спољашњи дијелови објектива су:
1. бајонет
2. прстен за зумирање
3. прстен за изоштравање
4. прекидач за фокусирање

##### Унутрашњи дијелови објектива
- Сочива су најважнији дио сваког објектива. Сваки објектив има више сочива (неки и двадесетак).
- Мотор за фокусирање у објективу помиче групу сочива како би се постигао фокус или изоштрио дио слике.
- Бленда је трећи важан дио објектива.To је затварач који стоји преко сочива. Мјера отвора бленде назива се f-број. Ако се бленда отвори више, у фотоапарат улази више свјетлости. Ако се отвори мање, улази мање свјетлости. F-број се креће од 2-22.

##### Спољашњи дијелови објектива
- Бајонет је врста навоја помоћу којег се објектив учвршћује на фотоапарат. Може бити пластични или метални. На бајонету се налазе и контакти за комуникацију објектива са тијелом фотоапарат.
- Прстен за зумирање служи за промјену жаришне даљине објектива, тј. за промјену угла видног поља објектива.
- Прстен за фокусирање служи за ручно изоштравање када је прекидач за фокусирање на MF

## Подјела објектива према жижној даљини
Разликујемо три врсте објектива по жижној даљини:
1. Широкоугаони - намјењени су снимању широких кадрова (велике групе људи, тргова, фабрике... То су објективи краћих жижних даљина (15-40 mm) и великог видног угла. Имају велику дубинску оштрину, али им је мана већа закривљеност линија у угловима фотографије.
Разликујемо fish-eye и стандардне широкоугаоне објективе. 
2. Нормални - У аналогној фотографији су ови објективи најзаступљенији. Уз аналогни фотоапарат увек је ишао објектив од 50 mm. Такви објективи имају видни угао од 45 степени што је нешто више од човековог видног угла. Имају најмање оптичких аномалија.
3. Телеобјективи - намјењени су снимању објеката којима се не можемо приближити или снимању портрета. Главне карактеристике су дужа жижна даљина објектива, мањи видни угао и мала дубинска оштрина. Жижна даљина таквих објектива је од 70 до 800 mm и више.

## Посебни објективи
1. ZOOM-објективи - објективи промјењиве жижне даљине. Користе их и у фото новинарству јер умањују потребу за мијењањем објектива у важним ситуацијама.
Први zoom објективv конструисан је у Њемачкој неколико година прије Другог свјетског рата, а развила га је фабрика Busch, под називом »Busch-Vario-Glaukar«. Био је уграђиван у Siemensove 16 mm камере и имао је дијапазон 1:3. Немци су такав оптички систем називали »Gummilinse« - гумено сочиво.
Објектив Kilfitt 36–82 mm/2.8 Zoomar представљен 1959. године био је први објектив "масовне производње" за 35 mm формат.
Назив "zoom" увезен је из Америке.
2. Макро-објективи - најчешће жижне даљине 50 и 105 mm. Најбољи макро-објективи су фиксне жижне даљине и јаке светлосне јачине (2.8 ili 1.8). Карактеристика им је да могу снимити предмет из велике, нпр. Sigma 50/2.8 може изоштрити на 2 cm док стандардни 50 mm објектив може тек изоштрити на 20 cm.